# Kirche Stolpe auf Usedom

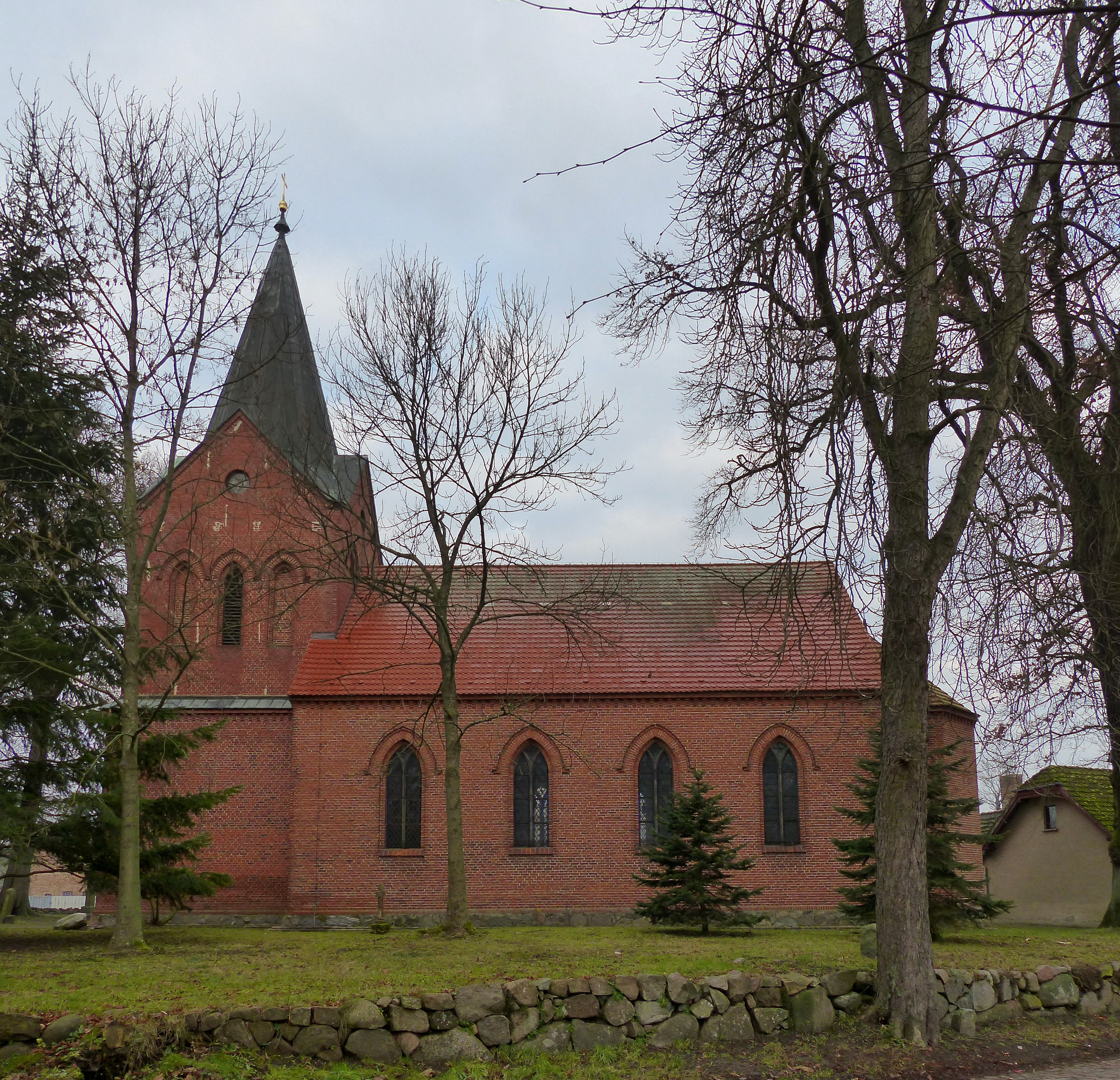
Kirche Stolpe (2014)

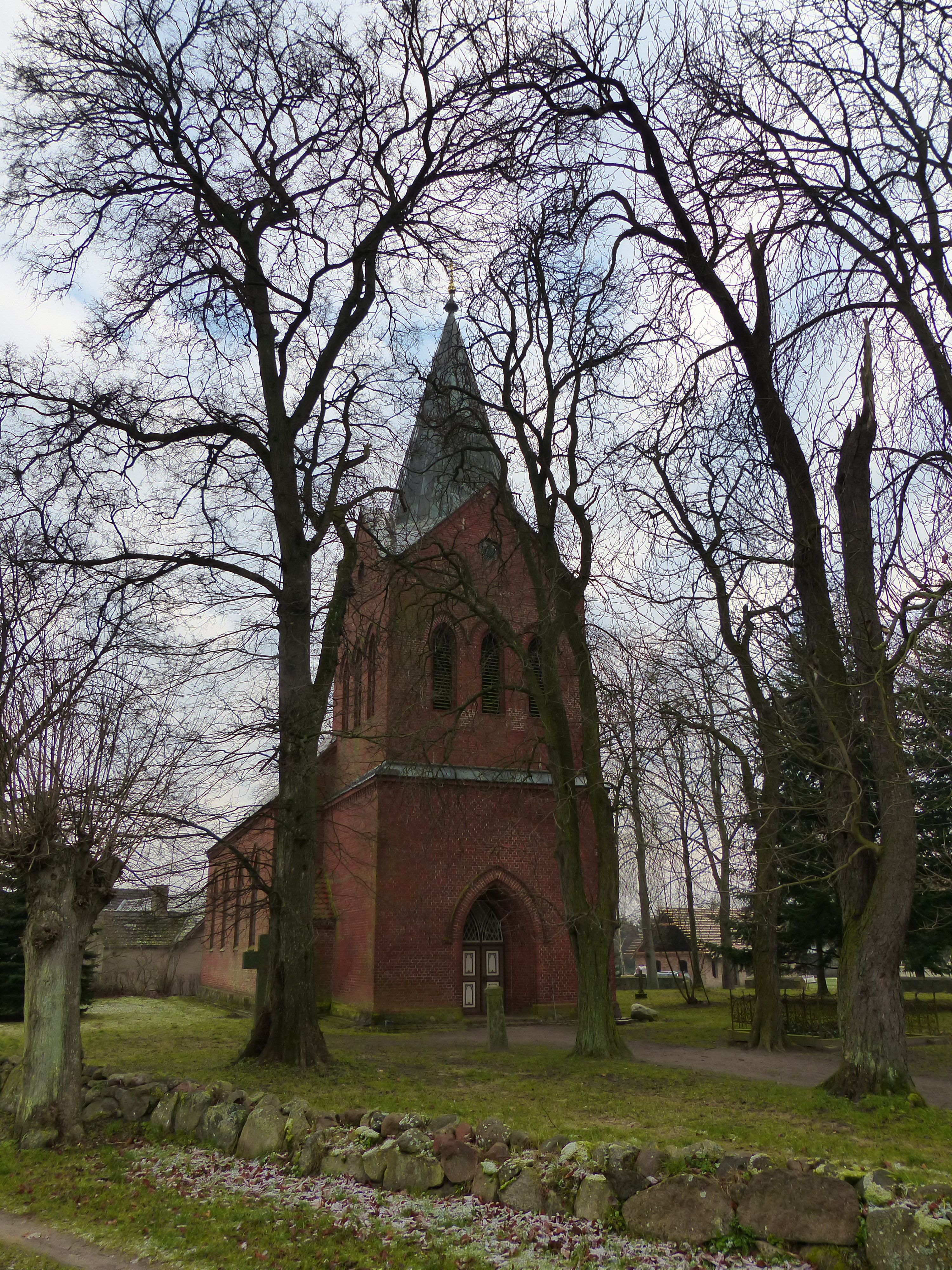
Kirchturm (2014)

Die Kirche in Stolpe auf Usedom im Landkreis Vorpommern-Greifswald stammt aus dem 19. Jahrhundert. Der neugotische Backsteinbau gehört zur Kirchengemeinde Usedom/Stolpe/Mönchow-Zecherin in der Propstei Pasewalk im Pommerschen Evangelischen Kirchenkreis der Evangelisch-Lutherischen Kirche in Norddeutschland. Vorher gehörte sie zum Kirchenkreis Greifswald der Pommerschen Evangelischen Kirche.

## Geschichte
Aus dem Jahr 1218 stammt die erste Erwähnung eines Priesters für Stolpe. 1867 wurde die mittelalterliche Kirche des Dorfes durch Blitzschlag stark beschädigt. Nach einem Entwurf des Maurermeisters Zaeske aus Usedom wurde eine neue Kirche errichtet und 1871 eingeweiht. Die Gemeinde musste sich dafür stark verschulden. Die Holzarbeiten im Inneren wurden von Handwerkern aus Stolpe und Gummlin ausgeführt. Die Orgel wurde um 1863 von der Kirche zu Krummin gebraucht gekauft.
Der Kirchturm wurde 1873 erneuert. Dabei wurde der mittelalterliche untere Teil umbaut.

## Gebäude
Die Kirche wurde als rechteckiger neugotischer Backsteinbau auf einem Feldsteinsockel errichtet. Sie hat einen eingezogenen polygonalen Chor mit einem Spitzbogenfenster. Ein Konsolfries verläuft unterhalb der Dachtraufe an Chor und Kirchenschiff sowie am Westturm als Gesims. Der eingerückte Westturm mit dem Portal hat einen rechteckigen Grundriss und einen polygonalen Pyramidenhelm.

## Ausstattung

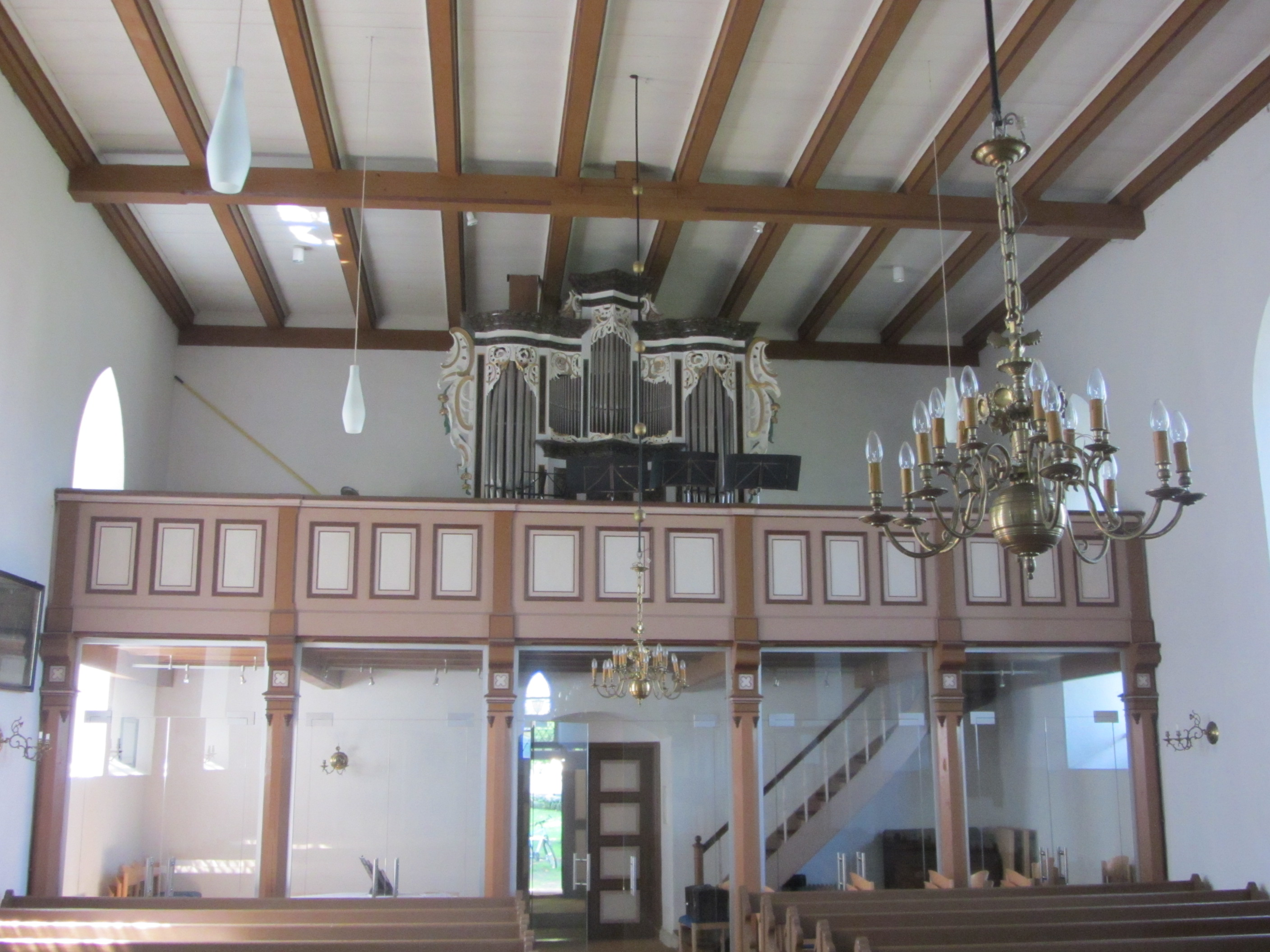
Inneneinrichtung (2013)

Das Kirchenschiff hat eine Holzbalkendecke. Diese ist durch einen schmalen Triumphbogen von der gewölbten Decke des Chores getrennt. Die Orgel befindet sich auf einer hölzernen Westempore.
Eine der ursprünglich zwei mittelalterlichen Glocken blieb erhalten. Die andere wurde 1942 als Metallabgabe eingezogen.